# درباره غرب
دربارهٔ غرب از آثار برجستهٔ رضا داوری اردکانی درباره غرب‌شناسی است. ویراست سوم این کتاب شامل ۲۰ مقاله در زمینه تاریخ و فرهنگ غرب است که داوری بعضی از آنها را در گذشته منتشر کرده و بعضی از آنها را اختصاصاً برای این کتاب نوشته‌است.

## نقد و بررسی
عبدالحسین ذاکری طی سه مقاله در روزنامهٔ ایران (۱۱ و ۱۳ و ۱۷ آبان ۱۳۷۷) به نقد دیدگاه‌های داوری دربارهٔ غرب پرداخت. محمدتقی طباطبایی (استادیار فلسفهٔ دانشگاه تهران) نقد مفصلی بر این کتاب نوشته‌است.
در اسفندماه ۱۳۹۷، نشستی برای نقد و بررسی این کتاب با حضور رضا داوری، مریم صانع پور، مهدی بنائی، محمدتقی چاوشی و مزدک رجبی در پژوهشگاه علوم انسانی و مطالعات فرهنگی برگزار شد.